# Список умерших в 955 году

## Август
- 10 августа:
  - Конрад I, герцог Лотарингии (945—953)[1].
  - Файс, князь венгров (947—955).

## Октябрь
- 16 октября — Стойгнев, князь (вождь) славянского племени ободритов.

## Ноябрь
- 1 ноября — Генрих I, герцог Баварии (948—955)[2].
- 8 ноября — Агапит II, Папа Римский (946—955).
- 23 ноября — Эдред, король Англии (946—955)[3].

## Дата смерти неизвестна или требует уточнения
- Гильом II, граф Ангулема с 926.
- Леле, венгерский полководец, до 955 года — предполагаемый правитель Нитранского княжества.
- Милоне, маркграф Веронской марки (931—955).
- Сатук Богра-хан, 1-й каган Караханидского каганата (942—955)[4].